# G.I. Joe
G.I. Joe és una línia de figures d'acció concebuda per Stanley Weston, que va tenir la idea de crear uns ninots militars enfocats als nois, que pretenien emular l'èxit de la Barbie entre les noies. Originalment pensada per a ser la línia de figures del show televisiu del mateix Weston, la idea acabà atraient la companyia joguinera Hasbro, que hi veié un potencial comercial. És van inspirar en l'èxit del film de 1945 The Story of G.I. Joe de United Artists, dirigida per William Wellman, per batejar la sèrie de figures amb el nom genèric de G.I. Joe. Dos anys més tard, el 2 de febrer de 1964, es llençaren al mercat les primeres quatre figures de 30,5 cm, cadascuna representant una branca de l'exèrcit.

## Encarnacions
La línia de joguines té les següents encarnacions. Algunes són relacionades entre si:
- G.I. Joe (1964-1969)
- G.I. Joe Adventure Team (1970-1978)
- G.I. Joe: A Real American Hero (1982-1994)
- G.I. Joe: Hall of Fame (1992-1994)
- Sgt. Savage and the Screaming Eagles (1995)
- G.I. Joe: Classic Collection (1995-2004)
- G.I. Joe Extreme (1996-1997)
- G.I. Joe: Toys R Us Exclusives (1997-1998)
- G.I. Joe: Timeless Collection (1998-2003)
- G.I. Joe: The Real American Hero Collection (2000-2002)
- G.I. Joe vs. Cobra (2002–2005)
- G.I. Joe vs. Cobra: Spytroops (2003)
- G.I. Joe: Valor vs. Venom (2004-2005)
- G.I. Joe: Sigma 6 (2005-present)
- G.I. Joe edició 25 Aniversari (2007–2009)
- Direct to Consumer (DTC) (2005–2006)
- The Rise of Cobra (2009)
- The Pursuit of Cobra (2010–2011)
- 30th Anniversary (2011–2012)
- Retaliation (2013)
- 50th Anniversary (2014–2016)
- Retro Collection (2020-)

### G.I. Joe (1964-1969)
La companyia joguinera Hasbro llençà al mercat la línia de figures d'acció G.I. Joe amb la intenció d'atraure els nois amb un "soldat movible" (en oposició a les "nines" com la Barbie) amb 21 punts d'articulació. Les figures mesuraven 12" (30,48 cm) d'alçada i estaven inspirades en els soldats de la Segona Guerra Mundial. La línia estava dedicada a un personatge anomenat G.I. Joe, que representa el soldat estatunidenc anònim, heroi de la gran conflagració contra l'Alemanya nazi, i comptà inicialment amb quatre ninots, representant el soldat d'infanteria, l'infant de marina (marine), el mariner, i el pilot de la força aèria. Més endavant es va diversificar, incloent-hi membres de les diferents forces armades dels Estats Units i d'alguns països estrangers.

### G.I. Joe Adventure Team (1970-1978)
La creixent impopularitat de la Guerra del Vietnam va forçar Hasbro a un canvi en l'enfocament de les seves figures d'acció, degut al declivi que tot allò militarista començava a patir. El producte se separà doncs dels esquemes bèl·lics originals, i començà a introduir conceptes més fantàstics, convertint-se, com el nom indica, en un equip d'aventurers. Aquests foren els anys del "Kung Fu Grip" (Acció Kung-Fu), creada originalment per l'empresa Palitoy per al seu Action Man (la versió britànica de G.I.Joe), i consistia en un ressort perquè les figures simulessin un cop d'arts marcials; també van introduir els "Intruders" (Intrusos), invasors alienígenes, com a enemics dels personatges humans. L'alça del preu del petroli a finals dels setanta va obligar a buscar nous mitjans per estalviar costos, per la qual cosa, el 1976 es va deixar de produir figures de 12", i l'any següent s'introduí una nova línia de figures de 8" (20,32 cm), batejada com a "Super Joe", que convertí els personatges de G.I. Joe en superherois. Finalment, el 1978 Super Joe va ser discontinuada, oficialment per l'alt cost que suposava la fabricació de materials de plàstic, degut a la crisi del petroli, tot i que també es podrien apuntar d'altres factors, de caràcter més comercial i empresarial.

### G.I. Joe: A Real American Hero (1982-1994)
Després d'alguns anys d'absència a les joguineries, i animats per l'èxit de les figures d'acció de la pel·lícula Star Wars, G.I. Joe fou reintroduït per Hasbro amb el format de 3 3/4" (9,52 cm). Les primeres figures de G.I. Joe A Real American Hero (Un Autèntic Heroi Americà) varen presentar un equip de soldats d'elit totalment articulats, que podien adoptar qualsevol postura. Un dels majors atractius d'aquestes figures era que cadascuna d'elles representava un personatge individual, amb el seu propi historial reflectit en una fitxa personal. Com a antagonistes d'aquest equip d'elit, s'introduí l'organització terrorista Cobra perquè servís de contrapunt als "herois americans".
Les joguines vingueren acompanyades d'una forta campanya publicitària, i comptaren amb el suport de dues sèries d'animació que s'emeteren per tot el país, la primera produïda per Sunbow Productions i la segona per DIC. Sunbow també va produir, el 1987, una pel·lícula d'animació: G.I. Joe: The Movie. A més l'editorial Marvel Comics publicà, des de 1982, un còmic dedicat als personatges. Guionitzat en la seva totalitat per Larry Hama, autor també, entre d'altres, de nombrosos còmics del superheroi mutant Lobezno, va comptar amb un total de cent cinquanta-cinc números, i diverses sèries paral·leles relacionades. Igualment, es crearen diversos videojocs per a diferents plataformes.
La línia va durar fins al 1994, produint-se centenars de figures i vehicles que s'anaven renovant cada any amb nous personatges o versions diferents dels ja existents, tant de G.I. Joe com de Cobra.

### Sgt. Savage and the Screaming Eagles (1995)
Immediatament a la desaparició de G.I. Joe A Real American Hero, Hasbro va comercialitzar aquesta línia de figures de 4" (10 cm) amparades sota el segell de G.I. Joe. El Sergent Savage és un heroi de la Segona Guerra Mundial que, acompanyat pels seus Screaming Eagles (Áligues Udoladores) lluita contra l'organització Iron Army (Exèrcit de Ferro), una facció clarament inspirada en l'exèrcit alemany nazi. Les figures, d'una mida més gran que les de A Real American Hero, tenien certes semblances en la construcció amb aquelles, tot i que no guardaven les mateixes proporcions corporals. L'art mostrat als blisters i caixes va ser realitzat per Joe Kubert, artista americà de còmics. Es produí també un episodi pilot per a una futura sèrie d'animació, però aquesta va ser cancel·lada perquè la línia tingué una vida molt curta degut al seu fracàs comercial.

### G.I. Joe Extreme (1996-1997)
Després de la breu sèrie del Sergent Savage, Hasbro va intentar una nova adaptació de G.I. Joe, aquest cop amb figures de 5" (12,7 cm), d'estil similar als Masters de l'Univers. L'ambientació se situava en un futur en el qual l'equip Extreme de G.I. Joe lluitava contra l'organització SKAR: Soldiers of Kaos, Anarchy and Ruin (Soldats del Caos, l'Anarquia i la Ruïna). Per donar suport a la línia, l'editorial Dark Horse publicà un còmic basat en aquestes figures, escrit per Mike W Barr i dibuixada per Tatsuya Ishida i Scott Reed. També es va crear una sèrie d'animació que va constar de dues temporades i un total de 26 episodis.

### Toys R Us Exclusives (1997-1998)
La cadena de joguineries Toys R Us va rescatar les figures de A Real American Hero, produint, per a la comercialització exclusiva a les seves botigues, una línia anomenada The Real American Hero Collection que recuperava les joguines que triomfaren uns anys abans, incloent alguns vehicles, i presentant-los en blísters de tres unitats, però sota les mateixes premisses amb les quals varen ser coneguts inicialment.

### Tornen els G.I. Joe de 12 polzades

#### Hall of Fame (1992-1994)
El 1991 Hasbro va reintroduir la primera figura de 12" de G.I. Joe des del 1978; es tractava de Duke, personatge de l'univers A Real American Hero, comercialitzat de manera exclusiva a través de la cadena comercial americana Target. A partir del 1992 es va crear una línia anomenada Hall of Fame (Saló de la Fama), ja de distribució massiva, amb més personatges de A Real American Hero, a la qual, a més, s'hi incloïen vehicles i equipament com a complements. Aquestes figures començaren a fabricar-se seguint la construcció del britànic Action Man, en comptes de la construcció clàssica.
El 1994 es va llançar una sèrie commemorativa del 30è Aniversari del primer G.I. Joe de 12", anomenada 30th Salute, i una altra de Hall of Fame basada també en aquelles figures, aquesta última essent de venda exclusiva a determinades cadenes comercials. Ambdues tornaven al concepte original dels anys seixanta

#### Classic Collection (1995-2004)
Davant de l'èxit de les noves figures de 12", Hasbro, via la seva sucursal Kenner, decidí de comercialitzar-les sense el segell A Real American Hero, tornant al concepte original dels anys seixanta. Les figures incloïen uniformes detallats, i accessoris realistes. Tornaren a produir-se membres de forces armades no estatunidenques, així com personatges de diferents races, i figures femenines. El 2001 es va editar una línia commemorativa de l'aniversari de l'atac japonès sobre Pearl Harbor.

#### Timeless Collection (1998-2003)
Sota aquest nom, Hasbro fabricà tota una línia de figures que recreaven les dels anys seixanta i setanta, des dels primers dissenys, a l'Adventure Team, incloent el disseny de les seves caixes. Totes elles foren venudes en exclusiva a través de diferents cadenes comercials.

### El retorn d'A Real American Hero(2000-2006)

#### Real American Hero Collection (2000-2002)
Entre el 2000 i el 2002, Hasbro produí la coneguda com a Collectors Edition, amb la qual va recuperar novament els motllos de les figures de A Real American Hero en blisters de dues figures, posant una atenció especial en els detalls de pintat. Així mateix, es comercialitzaren diversos vehicles recuperats d'aquella sèrie.

#### G.I. Joe vs Cobra (2002-2005)
Sota aquest epígraf, els personatges de A Real American Hero tornaren al mercat de distribució massiva, creant-se per a aquest efecte nous motllos per als personatges clàssics, a més d'introduir nous personatges. Aquests motllos eren lleugerament diferents dels dels anys de A Real American Hero, generalment menys anatòmicament proporcionats y voluminosos respecte d'aquells. A aquesta recuperació hi va contribuir la publicació, a partir del 2001, d'un nou còmic basat en els personatges, publicat per l'editorial Devil's Due -que posteriorment es publicaria sota el segell d'Image-, creant-se algunes figures basades en personatges apareguts en ell.
En aquesta ocasió es van comercialitzar diferents subsèries, la primera d'elles, el 2003, anomenada Spy Troops (Tropes Espia), a la qual les figures d'un i altre bàndol incloïen roba i accessoris per aparentar ser personatges del grup rival; i entre el 2004 i el 2005 Valor vs Venom (Valor contra Verí), de la que es realitzà una pel·lícula d'animació per ordinador.
Paral·lelament a aquestes sèries principals, es comercialitzaren també, fins al 2006, els anomenats comic-packs, que incloïen un còmic clàssic de Marvel, i tres figures dels personatges principals protagonistes d'aquest. També es varen produir packs de cinc figures que compartien una temàtica comú, com la de pertànyer a un comando concret, o formar una tropa uniformada; aquests generalment es comercialitzaren en exclusiva a través de diferents cadenes comercials.

#### Direct to Consumer (2005-2008)
El 2005 G.I. Joe abandonà novament els prestatges de les botigues, per passar a ser comercialitzat exclusivament per Internet a través de la botiga en línia de Hasbro, que també distribuïa, al seu torn, a altres botigues en línia. La "DTC" (Directe al Consumidor) es compongué d'una quantitat limitada de figures, aparegudes entre el 2005 i el 2006, tot i que també es produïren diversos vehicles, alguns d'ells de gran mida. L'última fornada de figures, prevista inicialment per al 2006, fou cancel·lada degut a la imminent aparició de la línia commemorativa del 25e Aniversari de A Real American Hero, i posteriorment reeditada el 2008.

#### Sigma 6 (2005-2007)
Sota aquest nom Hasbro creà una sèrie de figures de 8" (20,32 cm) amb múltiples articulacions i amb un aspecte més caricaturesc que les seves precedents, orientada principalment a un públic més infantil que les anteriors sèries. Es va acompanyar el seu llançament d'una sèrie de televisió. Els personatges eren els mateixos que formen l'univers ARAH, però els seus orígens i personalitats foren substancialment modificats respecte a la continuïtat mostrada als còmics o als dibuixos animats dels anys vuitanta i noranta.

### G.I. Joe 25e Aniversari (2007–2009)
Amb motiu del 25e Aniversari de A Real American Hero, Hasbro va rellançar G.I. Joe creant nous motllos per a les seves figures, molt més detallats i realistes, i amb més articulacions que les comercialitzades fins aleshores (vuit punts d'articulació d'aquestes, davant els dotze punts de les modernes), essent també lleugerament més grans en escala (3,9", és a dir 10 cm). Les figures representen novament els personatges clàssics més populars de la línia, presentats en blísters amb un art que reprodueix el mateix que mostraven originalment als anys vuitanta. La línia assoleix una gran popularitat en ser distribuïda pels canals comercials massius, i comença a produir gran quantitat de variants dels mateixos personatges, així com a introduir figures de personatges mai creades abans, procedents dels còmics. Es complementen les figures venudes en blísters individuals amb uns comic-packs semblants als comercialitzats fins al 2006, que inclouen aquestes noves figures de motllo renovat, i amb la particularitat que els còmics inclosos són revisions modernes de números clássics de Marvel, alguns dels quals comptant amb la participació de Larry Hama.
Coincidint amb aquest Aniversari, s'anuncia la producció d'un film d'imatge real inspirat en l'univers de A Real American Hero dirigit per Steve Sommers, amb el títol de G.I.Joe: The Rise of Cobra, que té prevista l'estrena mundial el 7 d'agost del 2009.
El 2008 Devil's Due perd els dret de publicació del còmic, que havia mantingut fins aleshores, que van a parar a l'editorial IDW per a la realització d'una nova sèrie que compta amb la participació de Larry Hama, el qual ja s'encarregà dels personatges al seu pas per Marvel Comics. També en aquesta data es dona a conèixer el projecte d'una nova sèrie d'animació, anomenada G.I. Joe Resolute. Produïda per Sam Register, escrita per Warren Ellis i dirigida per Joaqui Dos Santos, estarà composta per deu episodis de cinc minuts més un episodi final de deu minuts. També es desvetlla el projecte d'un videojoc produït per Electronic Arts.

### 50è aniversari (2014-2016)
L'any 2014, per celebrar el 50è aniversari de G.I. Joe, es va llançar una nova línia de figures, utilitzant personatges de la G.I. Joe: una sèrie de dibuixos animats d'un veritable heroi americà. Aquesta sèrie va acabar el 2016.

### Col·lecció Retro (2020— )
El 2020, Hasbro va llançar una nova línia de figures i vehicles súper articulats, similars a la col·lecció Star Wars The Vintage, utilitzant embalatges de temàtica retro dels anys vuitanta.